# 큰가래

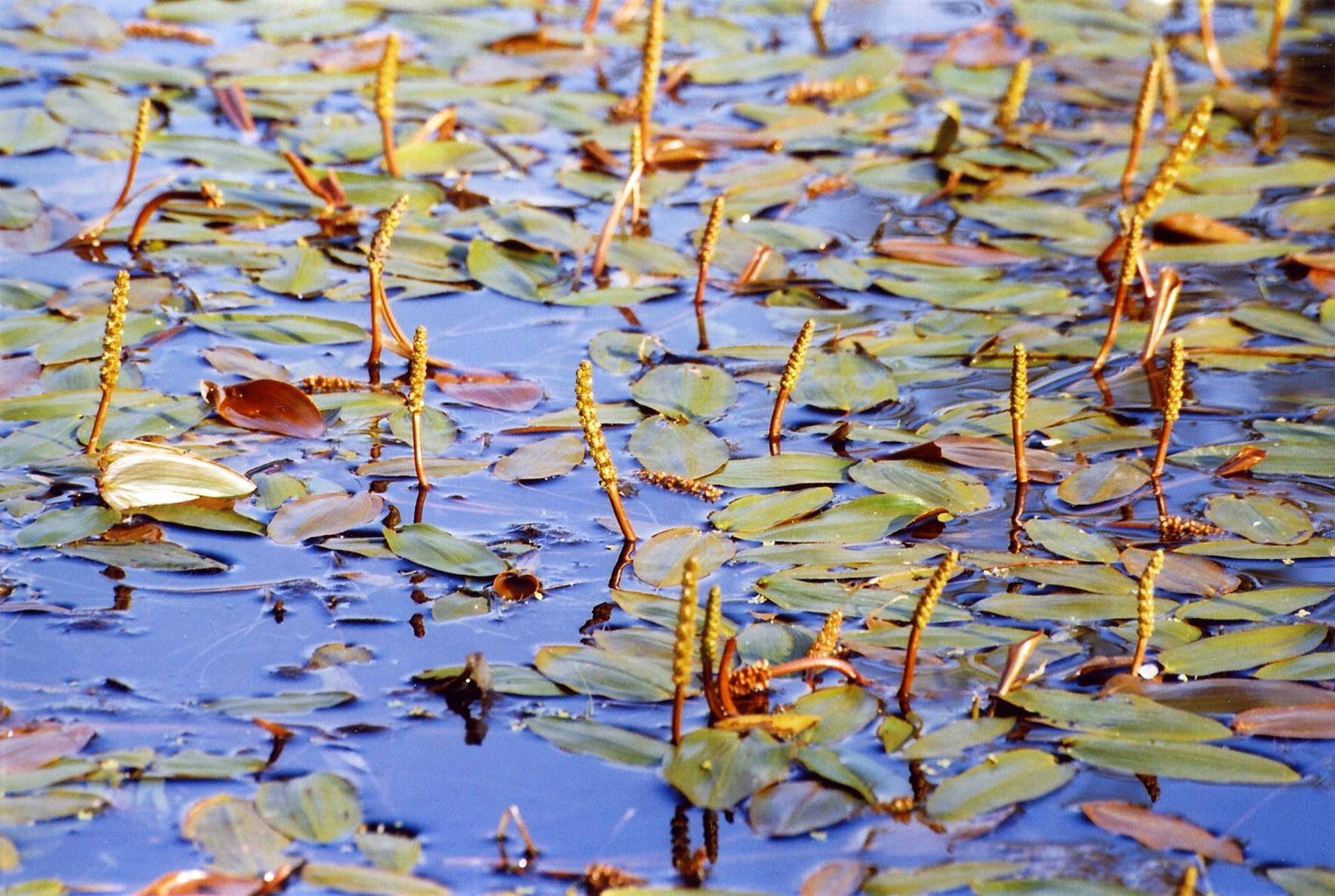

큰가래 또는 포타모게톤 나탄스(Potamogeton natans)는 남극 왕국 전체의 조용하거나 느리게 흐르는 담수 서식지에 서식하는 가래속의 수생 종이다.

## 설명
같은 식물에서 떠다니는 잎과 물에 잠긴 잎을 모두 생산한다. 떠 다니는 잎은 난형에서 장타원형이며 거의 항상 밑 부분에 심장 모양이다. 그들은 짙은 녹색이고 가죽 같으며 불투명하며 반투명 세로맥이 있다. 길이는 5~10cm이고 끝이 뾰족하며 밑부분은 둥글다.
턱잎의 길이는 4~17cm이다.
물에 잠긴 풀과 같은 구조를 엽상체라고 하며, 실제로 변형된 잎자루이다.
줄기는 원통형이고 가지가 많지 않으며 높이 1~2m이다.
이 종과 다른 연못초의 주요 차이점은 긴 잎자루 꼭대기 바로 아래에 변색된 유연한 관절이 있다는 것이다.
꽃 스파이크는 조밀하고 원통형이다. 길이는 5~10cm이고 끝이 뾰족하며 밑부분은 둥글다. 5월부터 9월까지 꽃이 핀다.
열매는 길이 4~5mm이고 도란형이다.